# Copelatus kalaharii
Copelatus kalaharii är en skalbaggsart som beskrevs av Gschwendtner 1935. Copelatus kalaharii ingår i släktet Copelatus och familjen dykare. Inga underarter finns listade i Catalogue of Life.